# Medal Aszanti (1900)
Medal Aszanti (ang. Ashanti Medal) – brytyjski medal ustanowiony przez króla Edwarda VII w roku 1901.
Był to pierwszy medal autoryzowany przez króla Edwarda VII.
Nadawany głównie żołnierzom jednostek brytyjskich zaangażowanych w Afryce Południowej oraz oficerom brytyjskim przydzielonym do wojsk terytorialnych Afryki Zachodniej, do pracy w sztabach i dowództwach sił.

## Historia
Ta "mała wojna" była wynikiem nieporozumień administracji kolonialnej.
Trzeci raz w ciągu 26 lat Kumasi stało się centrum walk pomiędzy ludnością lokalną i żołnierzami kolonii. Garnizon był systematycznie zmniejszany do 15 lipca 1900 przez pułkownika Jamesa Willcocksa do około 1 000 żołnierzy. W wyniku tych walk siły w garnizonie zostały wzmocnione przez jedno ze zbuntowanych plemion do 3 500 żołnierzy, których następnie użyto w bitwie zakończonej porażką pod Obassa.
Bitwa przeciwko doskonale uzbrojonej i zdyscyplinowanej armii tubylczej odbyła się w ekstremalnie ciężkich warunkach pory deszczowej.
Większość żołnierzy zginęła raczej od chorób niż od kul nieprzyjaciela.

## Klamra medalu
- Kumassi

wszyscy biorący udział w walce zostali nagrodzeni tą klamrą .

## Opis medalu
Medal srebrny nie jest zbyt powszechny i występował w dwóch wersjach: jaśniejszej i ciemniejszej.
Medal bity w brązie nadawany lokalnym wojskom jest bardzo rzadki.
Awers: popiersie króla Edwarda VII w mundurze marszałka polnego i inskrypcja EDWARDUS VII REX IMPERATOR
Rewers: lew stojący na urwisku skalnym, pod nim skrzyżowane włócznie leżące na tarczy, w tle wschodzące słońce, pod spodem napis ASHANTI